# Геллентальбан (Шварцвальд)
47°54′09″ пн. ш. 8°09′31″ сх. д. / 47.9025° пн. ш. 8.15861111° сх. д.
Геллентальбан (нім. Höllentalbahn) — залізниця, яка частково проходить через долину Гелленталь у Південному Шварцвальді, Німеччина. 
Залізниця сполучає Фрайбург-ім-Брайсгау з Донауешингеном та має довжину 74,7 км. 

На всьому своєму протязі лінія піднімається від висоти 278 м у Фрайбурзі до 885 м у Гінтерцартені. 
Частина маршруту має похил 5,5% , що робить лінію однією з найкрутіших у Німеччині.
Дільниця Фрайбург — Нойштадт електрифікована з 18 червня 1936 року. 
Через це та через постійне зменшення трафіку між Нойштадтом і Донауешингеном маршрут більше не представляв собою операційної одиниці. 
Останнє пряме сполучення між Фрайбургом і Донауешингеном припинилося у 2003 році, коли «Kleber-Express» Фрайбург —  Мюнхен скасовано. 
Решту дільниці електрифіковано до кінця 2019 року в рамках проекту «Breisgau-S-Bahn 2020», щоб забезпечити прямі поїзди з Брайзаху через Фрайбург, Нойстанд і Донауешинген до Філлінгену. 

## Історія
Лінія, яку відкрито до Нойштадта в 1887 році, побудована для Державних залізниць Великого Герцогства Баден і була останнім проектом залізничного архітектора Роберта Гервіга. 
Дільниця довжиною 7,2 км між Гіршспрунгом і Гінтерцартеном має максимальний похил 5,5%, і спочатку експлуатувалася як зубчаста залізниця. 

Залізницю подовжено від Нойштадта до Донауешингена в 1901 році. 
У 1932/33 роках побудовано десять потужних паровозів DRG Class 85, які дозволили рухатися дільницею Гіршшпрунг — Гінтерцартен без зубчастої залізниці, і роботу зубчастої залізниці припинено в 1933 році.
У 1934 році відкрито новий, частково прокладений тунелями маршрут у межах міста Фрайбург. 
Це дозволило закрити початковий маршрут, який проходив ближче до центру міста та через перевантажені залізничні переїзди. 

У 1936 році Deutsche Reichsbahn електрифікував дільницю Фрайбург — Нойштадт, встановивши мережу змінного струму 20 кВ , 50 Гц.. 

Оскільки в 1958 році завершено електрифікацію залізниці Мангайм — Карлсруе — Базель, Геллентальбан сполучено із загальнонаціональною системою електричних залізниць. 
Тому в 1960 році електрифіковану дільницю Геллентальбану переведено на стандартну систему 15 кВ, 16 2/3 Гц, яка використовується по всій німецькій залізничній мережі.
Геллентальбан успішно використовувався для випробування локомотивів DB Class 144. 
Пізніше придбано електровози серії 145, які, пізніше, замінено на DB Class 139. 
У 1996–2019 рр. на електрифікованій лінії використовувався сучасний двоповерховий рухомий склад, що вели локомотиви DR Class 243. 
Виняток становили два поїзди далекого сполучення, які вели свої звичайні локомотиви до Геллентальбану: Regional-Express «Kleber-Express» Фрайбург — Мюнхен більше не змінював свій локомотив у Нойштадті в 1988-2003 як останній прямий поїзд між Фрайбургом і Донауешингеном, тому дизельний DB Class 218 також працював на електрифікованій частині маршруту. 
InterRegio Höllental Емден — Зебругг використовував DB Class 101 в 1996 — 2002 рр. 
На дільниці Нойштадт — Донауешинген курсували потяги DB Class 215, доки їх не замінив DB Class 628 в 1988 році, припинивши пряме сполучення через Нойштадт. 
Починаючи з 2000-х рр. почали використовувати DB Class 611. 
Відтоді потяги Alstom Coradia (DB Class 1440) обслуговують лінії S1 Брайзах — Зебругг і S10 Фрайбург — Філлінген.

### Розвиток в епоху Німецької національної залізниці (1919–1945)
14 грудня 1927 року старий Равеннський міст, який перетинав Рафеннашлухт (Равеннський яр), неподалік від Гінтерцартену, був замінений новим віадуком, оскільки він більше не міг справлятися з трафіком. 
З будівництвом нового віадука залізницю випрямлено на цій дільниці. 
Витрати склали близько 1,7 мільйона ℛ︁ℳ︁, лише опори залишилися на місці старого мосту. 
Равеннський тунель, який відразу за мостом, спочатку мав довжину 85 м. Він був частково розкопаний, тому нині його довжина становить лише 47 м.
На початку 1930-х рр. дільницю Фрайбург-Головний — Фрайбург-Літтенвайлер перенесено, тому станцію Фрайбург-Віре також довелося перенести. 
Перенесення було здійснено, щоб уникнути перетину з Райнтальбаном, щоб замість перетину побудувати міст і позбутися залізничних переїздів у місті. 

Крім того, перетин з уже чинною лінією Фрайбурзького трамваю, яка існувала з 1901 року на Гюнтерсталь, також припинено.
Для нової лінії побудовано два нових тунелі: через Лореттоберг та під Штернвальдом. 
Через Лореттоберг проходить східний розлом Верхньорейнського грабену. 
Його можна побачити через «вікно», яке було залишено відкритим під час прокладання тунелю, щоб можна було виміряти подальше осідання. 

Під час будівельних робіт дистанцію Фрайбург-Головний — Віре розширено до двох колій. 
Колишній залізничний вокзал Альтер-Віре-Бангоф тепер використовується для культурних заходів: «Kommunales Kino Freiburg» (міський кінотеатр Фрайбурга), «Literaturbüro Freiburg» (букв.: літературний офіс Фрайбурга), а також тут є кав'ярня.

## Маршрут
Від Фрайбург-Головний, Геллентальбан прямує від магістральної залізниці Мангайм — Карлсруе — Базель на схід. 
Перетинає магістраль естакадою та обслуговує ще дві зупинки в межах міста, перш ніж розпочати підйом Гелленталем. 

Високі точки на дільниці через Гелленталь: Гіршшпрунгфельзен і Равеннський міст. 
Дільниця Гіршспрунг — Гінтерцартен має крутий максимальний похил 5,5%, що свідчить про її походження від зубчастої залізниці. 

Після виїзду з Гелленталю Драйзебан до Зебруггу відгалужується в курортному містечку Тітізе-Нойштадт, неподалік від озера Тітізе. 
Далі йде місто Нойштадт; після електрифікації дільниці до Донауешингена у 2019 році пасажирам більше не потрібно там пересідати. 

Далі, між Нойштадтом і Донауешингеном, залізниця прямує віадуком біля колишньої станції Каппель-Гутахбрюкке та перетинає Вутах. 
Біля станції Деггінген, тунелем (535 м), лінія перетинає головний європейський вододіл, між сточищем Рейну (впадає в Північне море) і сточищем Дунаю (впадає в Чорне море).

## Будівельна інженерія
Геллентальбан має 15 тунелів 
. 
Дев'ять з них — між Фрайбургом і Нойштадтом, шість — між Нойштадтом і Донауешингеном. 
Найдовший тунель – Деггінгерський тунель (535 м), прокладено під Європейським вододілом між Чорним і Північним морями. 
Усі тунелі між Нойштадтом і Донауешингеном побудовані разом із будівництвом залізниці; на відміну від дільниці Фрайбург — Нойштадт, де Штернвальдський тунель довжиною 514 м і Лоретто-тунель довжиною 302 м побудовано з перенесенням дільниці Фрайбург-Головний — Фрайбург-Літтенвайлер в 1934 році. 
Нижній Гіршспрунзький тунель спочатку мав 121 м завдовжки, але, після Другої світової війни, скорочений до 114 м. 